# Planty-Park (Krakau)

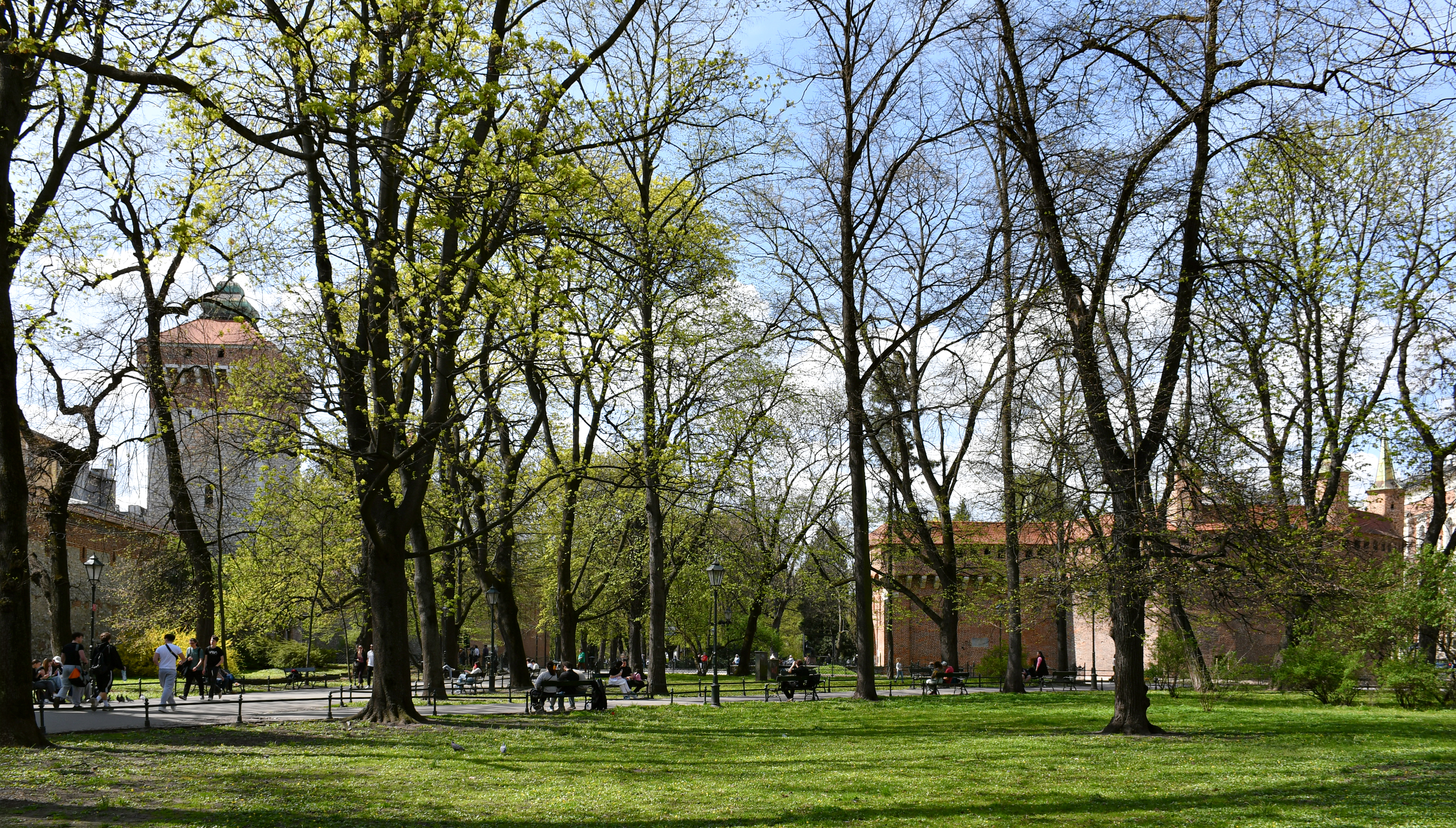
Erhaltene Teile der Stadtmauer: Florianstor und Barbakan

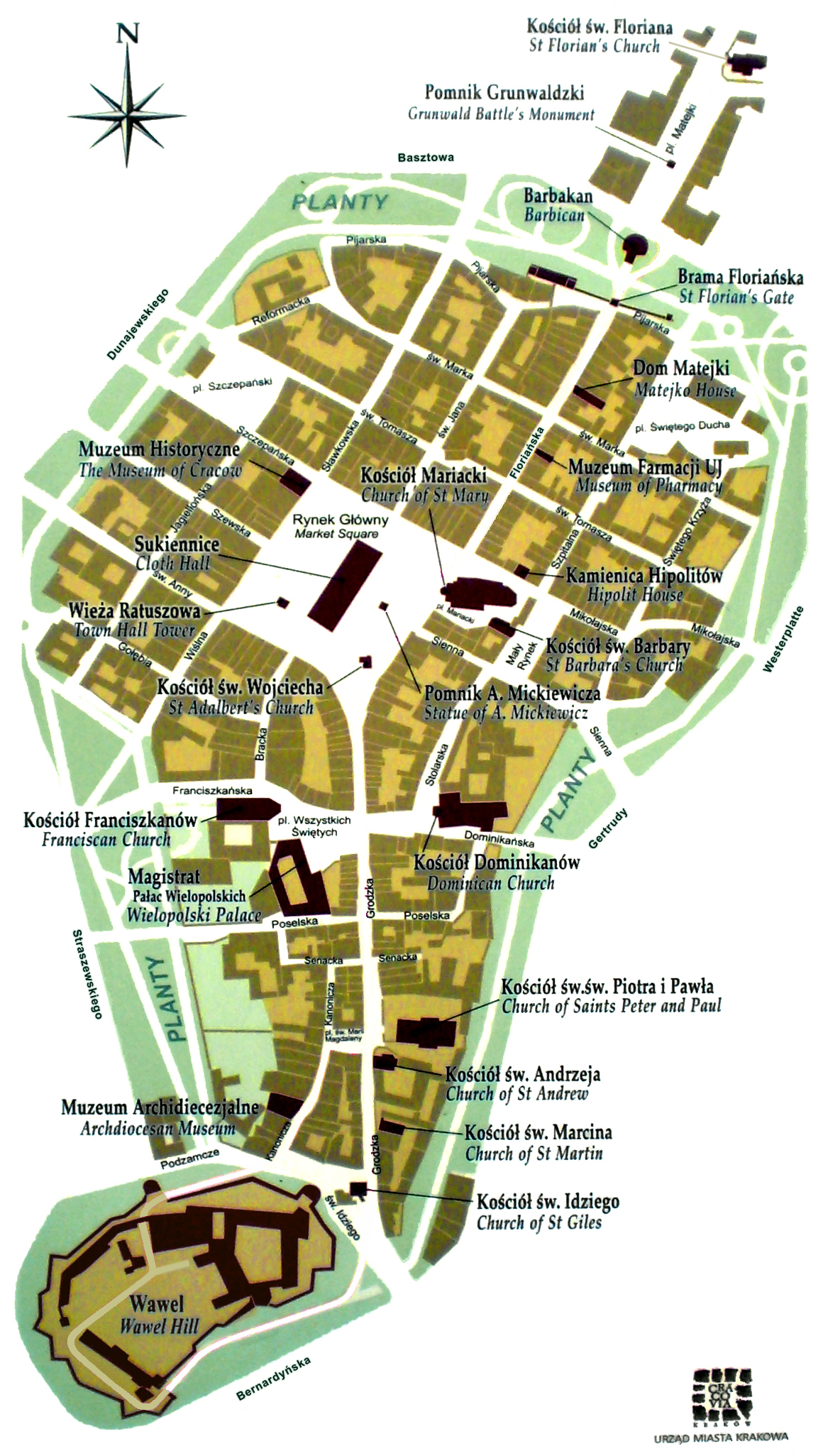
Planty in grün um die Krakauer Altstadt

Die Krakauer Planty sind eine ca. vier Kilometer lange und ca. 21 ha große Gartenanlagen um die Krakauer Altstadt.

## Geschichte
Die Gärten wurden nach dem Abriss des größten Teils der Stadtmauer und der Aufschüttung des Stadtgrabens in den Jahren von 1822 bis 1830 von Feliks Radwański und Florian Straszewski angelegt. Im zentralen Teil des Parks verblieb der Barbakan. Es wurden Alleen angelegt und die Grünflächen wurden mit Kastanien, Ahornbäumen, Linden, Eschen und Pappeln bewaldet. Es wurden auch Wiesen und Blumenbeete angelegt. Am Wawel-Schloss wurde ein Weinberg errichtet, der jedoch bereits in den 1850er Jahren aufgegeben wurde, da die Österreicher die Wawel-Burg wieder militärisch nutzen wollten. Später wurden im Park Konzertmuscheln und Pavillons sowie zahlreiche Brunnen und Denkmäler errichtet und der Park wurde in neuen später acht Einheiten aufgeteilt. Nach dem Zweiten Weltkrieg wurde der Park restauriert und erhielt eine neue Beleuchtung.

## Kunst
Der Park wurde von zahlreichen Künstlern gemalt, unter anderem von Jan Stanisławski, Witold Wojtkiewicz, Aleksander Trojkowicz und Stanisław Wyspiański. Maria Pawlikowska-Jasnorzewska widmete ihm mehrere Gedichte. Im Park sind zahlreiche Statuen, Denkmäler und Brunnen.

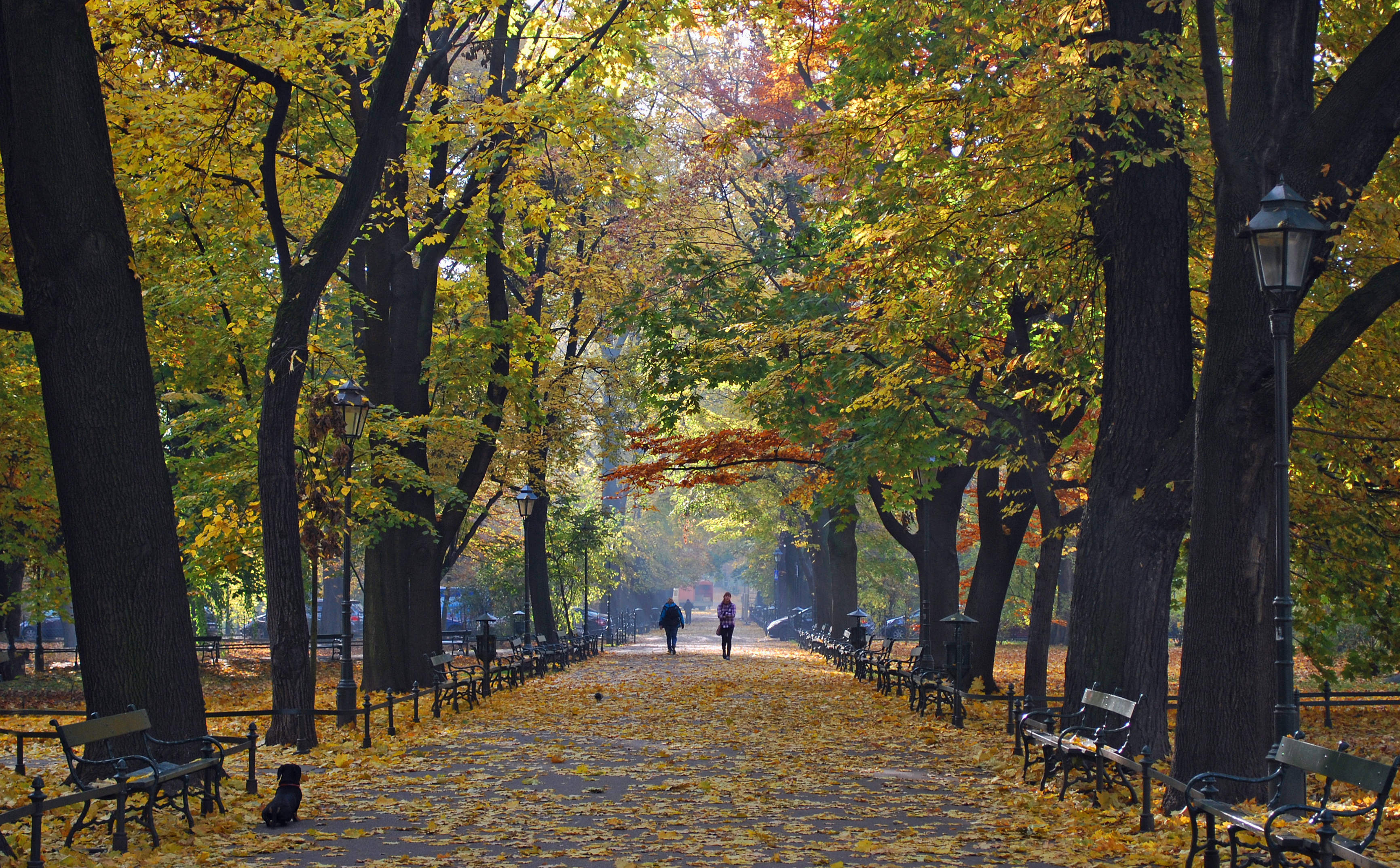
Herbst im Park
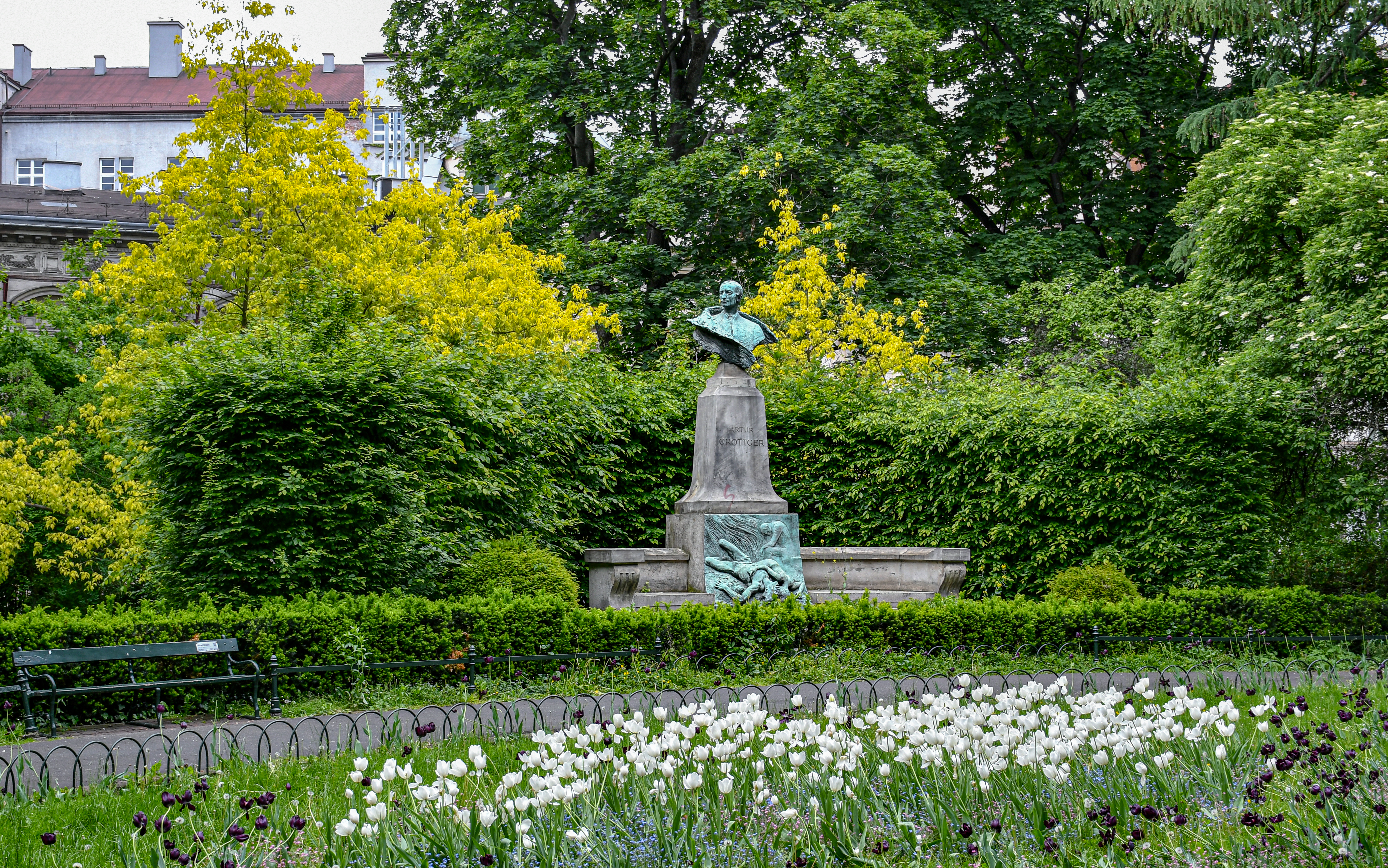
Artur-Grottger-Denkmal
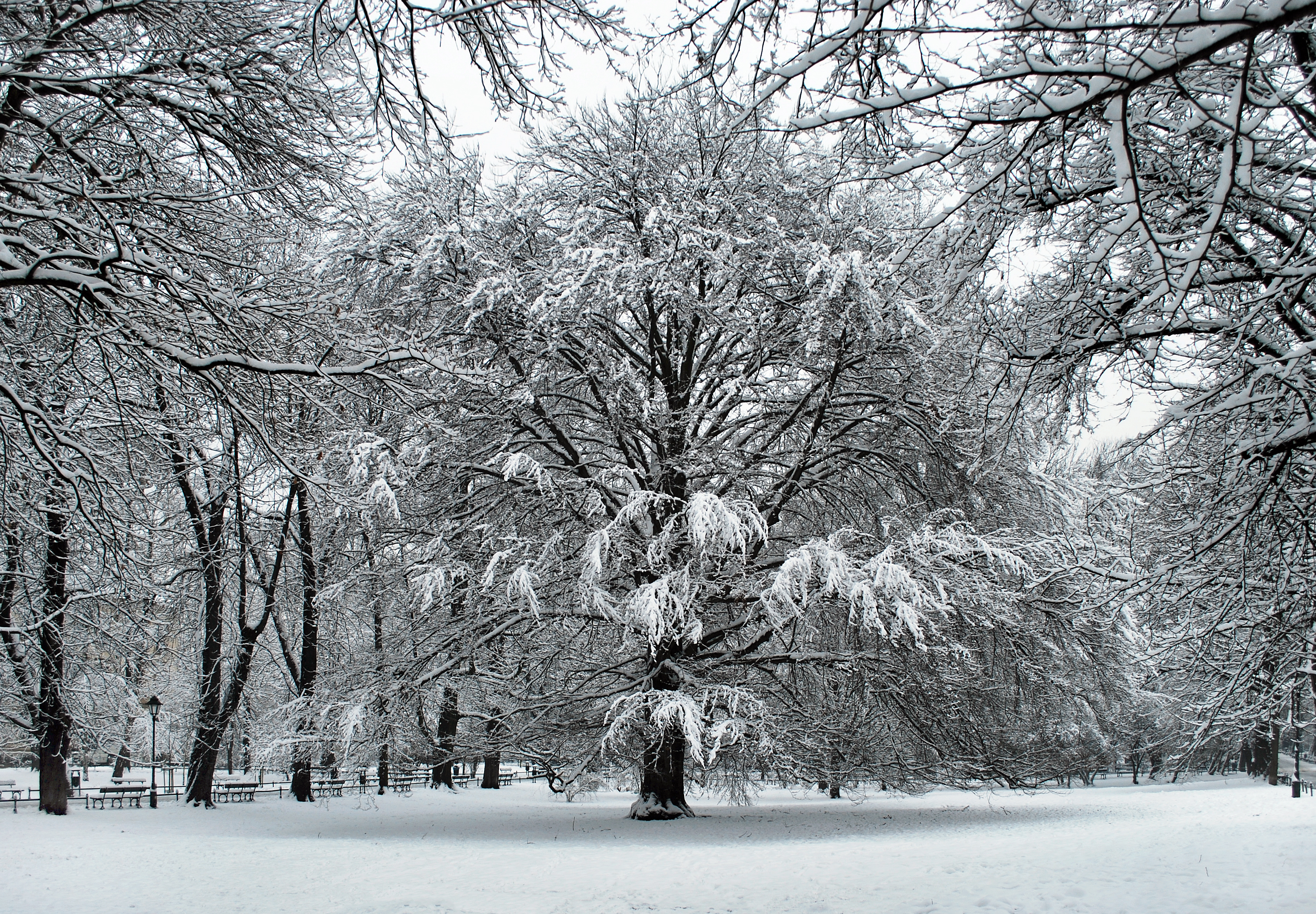
Winter im Park
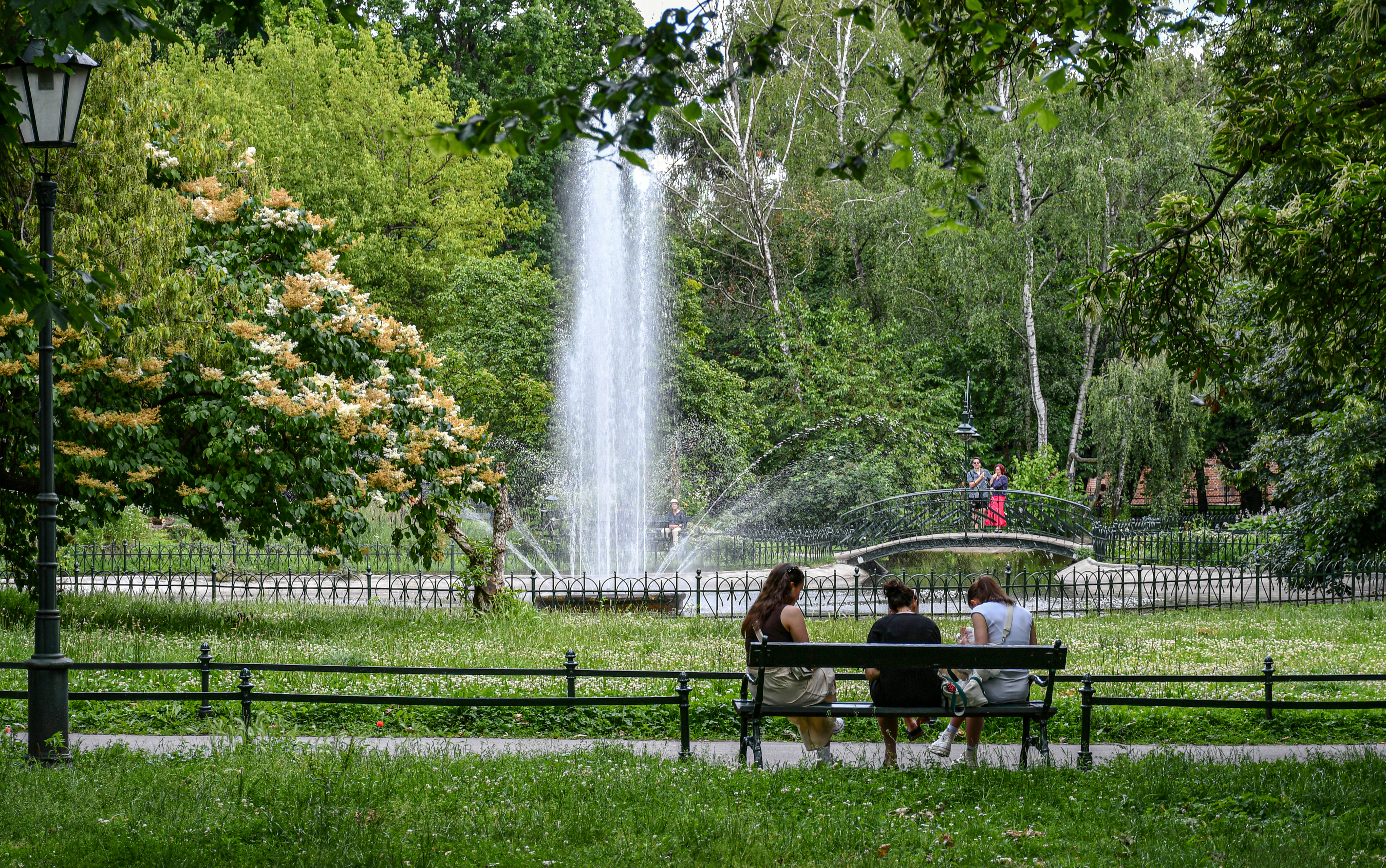
Brunnen und Teich